# Ожервил ла Ривијер
Ожервил ла Ривијер (фр. Augerville-la-Rivière) насеље је и општина у централној Француској у региону Центар (регион), у департману Лоаре која припада префектури Питивје.
По подацима из 2005. године у општини је живело 226 становника, а густина насељености је износила 56,1 становника/km². Општина се простире на површини од 4,03 km². Налази се на средњој надморској висини од 110 метара (максималној 120 m, а минималној 72 m).

## Демографија
| 1962. | 1968. | 1975. | 1982. | 1990. | 2011. |
| ----- | ----- | ----- | ----- | ----- | ----- |
| 177   | 165   | 165   | 164   | 170   | 235   |

График промене броја становника у току последњих година